# Liebe 47
Liebe 47 ist ein deutscher Spielfilm aus dem Jahr 1949, der auf Wolfgang Borcherts Bühnenstück Draußen vor der Tür (1947) basiert. Regie führte Wolfgang Liebeneiner.

## Handlung
Der Film handelt von einem Kriegsheimkehrer namens Beckmann, der feststellen muss, dass sich seine Frau in den Jahren seiner sibirischen Gefangenschaft einem anderen Mann zugewandt hat und sein Sohn tot ist. Verzweifelt sieht er für sich nur noch einen Ausweg, denn er „kann nicht mehr“ – doch da trifft er am Ufer der Elbe Anna Gehrke, eine junge Witwe, die nicht mehr „will“, und beide erzählen einander ihr Leben.

## Hintergrund
Borcherts Vorlage wird zur sogenannten Trümmerliteratur gezählt, in denen die Autoren die Geschehnisse und Folgen des Zweiten Weltkrieges zu verarbeiten suchten. Die Autoren der Trümmerliteratur sowie die Regisseure der Trümmerfilme befassten sich in ihren Werken mit den Problemen der Kriegsheimkehrer, der Hungersnot, der Stunde Null, dem Neuanfang, der Armut, dem Leid, der Schuld und Sühne, mit Kriegsschäden, dem Trümmeralltag und den Traumata des Krieges. Man wollte durch das Aufgreifen dieser Themen zu einer Aufklärung im Volk bzw. zu einer Erziehung des Volkes zur Demokratie gelangen.
Der Film entstand im Filmatelier Göttingen mit Außenaufnahmen aus Hamburg und Umgebung sowie aus Göttingen. Anders als Borcherts Bühnenstück wurde der Kinofilm jedoch kein großer Erfolg.

## Kritik
„Ein bewegendes Drama nach Motiven von Borcherts Draußen vor der Tür, das für die Verfilmung um eine Frauengestalt erweitert wurde. Die surreale, religiös-mystische Dimension der Vorlage erreicht der realistisch gestaltete Film nicht, doch Liebeneiner gelang einer der ernsthaftesten deutschen ‚Nachkriegs‘-Filme.“

## Auszeichnungen
- 1949: Beste Darstellerin beim Internationalen Filmfestival von Locarno für Hilde Krahl
- Das Land Nordrhein-Westfalen bewertete den Film als künstlerisch hochstehend.

## DVD
Der Film ist vollständig auf der DVD Schatten des Krieges im Katalog des CineFest – Internationales Festival des deutschen Film-Erbes 2009 und in der Edition cinefest bei absolut MEDIEN erschienen. 2019 kam der Film erneut bei "Filmjuwelen" als DVD und Blu-ray heraus.

## Fernsehspiel
Im Jahre 1957 wurde das Stück unter seinem Originaltitel von Regisseur Rudolf Noelte für das Fernsehen produziert. Die Hauptrollen spielten hier Paul Edwin Roth, Malte Jaeger und Eva Kotthaus.